# 2000 au Vatican
Chronologie du Vatican
- 1996
- 1997
- 1998
- 1999
- 2000
- 2001
- 2002
- 2003
- 2004

Cette page concerne les évènements survenus en 2000 au Vatican  :

## Évènement
- Jubilé de l'an 2000
- 6 janvier : En Chine, l'Église catholique contrôlée par l'État ordonne cinq nouveaux évêques tandis que le pape  élève douze prélats dans la basilique Saint-Pierre.
- 26 février : Le pape Jean-Paul II visite le monastère Sainte-Catherine du Sinaï en Égypte, construit au VIe siècle sur le site réputé où Moïse a rencontré le buisson ardent. Il rencontre l'archevêque grec orthodoxe Damianos et tient un court service de prière dans un jardin d'oliviers à l'extérieur du monastère.
- 12 mars :  À Rome, le pape Jean-Paul II implore le pardon de Dieu pour les péchés commis ou tolérés par les catholiques romains au cours des 2 000 dernières années.
- 20 mars : Le pape Jean-Paul II arrive en Jordanie pour le début de sa tournée en Terre sainte. Il prie au Mont Nébo où, selon la Bible, Moïse a vu pour la première fois la Terre promise.